# (33070) 1997 WY7
1997 دابليو واي 7 (ويعرف أيضًا باسم (33070) 1997 دابليو واي 7 وفق تسمية الكوكب الصغير) (بالإنجليزية: 1997 WY7)‏ هو كويكب ضمن حزام الكويكبات؛ وترتيبه 33070 من حيث الاكتشاف.
اكتُشف هذا الجُرم الفلكي بواسطة ناوتو ساتو في 23 نوفمبر 1997.

## وصلات خارجية
- (33070) 1997 WY7 في قاعدة بيانات مختبر الدفع النفاث لأجرام النظام الشمسي الصغيرة

- الاكتشاف · مخطط المدار ·  العناصر المدارية · المعلمات المادية

- (33070) 1997 WY7 على موقع ويكي سكاي: DSS2, SDSS, GALEX, IRAS, Hydrogen α, X-Ray, Astrophoto, Sky Map, Articles and images